# Wattové váhy

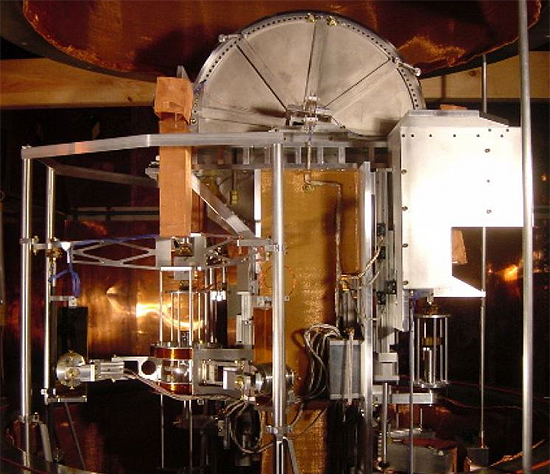
Wattové váhy v americkém NIST

Wattové váhy známé též pod anglickým názvem „watt balance“ jsou extrémně přesný přístroj pro měření hmotnosti anebo Planckovy konstanty. V roce 1975 je navrhl Bryan P. Kibble z britské Národní fyzikální laboratoře (NPL) a proto též Kibbleovy váhy („Kibble balances“).
Mezinárodní komise pro míry a váhy v současnosti uvažuje dvě možnosti změny definice kilogramu a Kibbleovy váhy představují zatím nejpřesnější způsob, jak podle jedné z nich kilogram realizovat. Kilogram byl do roku 2019 jako poslední z fyzikálních jednotek definován konkrétním objektem – etalonem.

## Redefinice kilogramu
Porovnávání mezinárodního prototypu kilogramu s jeho kanonickými kopiemi ukázala, že navzdory všem snahám se jeho hmotnost mění mezi jednotlivými kontrolami v řádu desítek mikrogramů. To je hlavním důvodem k hledání nové definice. Reálnou šanci mají dvě možné cesty, buď pomocí Avogadrovy konstanty anebo Planckovy konstanty. Hodnota konstanty by byla definicí určena přesně, podobně jako je dnes definice metru udána hodnotou rychlosti světla ve vakuu.
Definice, která by svázala hodnotu kilogramu s Planckovou konstantou, se realizuje pomocí Kibbleovy vah. Než bude kilogram předefinován, je třeba ve stávajícím systému SI změřit Planckovu konstantu tak přesně, aby se předešlo jakékoliv nesrovnalosti mezi stávajícím a novým kilogramem. Je třeba snížit relativní nejistotu pod {\displaystyle 1\cdot 10^{-8}}, takže od {\displaystyle 1\,\mathrm {kg} } se lze odchýlit nejvýše o {\displaystyle 0.01\,\mathrm {mg} }. V červenci 2008 měřily nejpřesněji Kibbleovy váhy v americkém NIST s nejistotou {\displaystyle 5{,}2\cdot 10^{-8}}.

## Princip měření
Kibbleovy váhy jsou vylepšenou verzí proudových vah (například Ayrton-Jones), kde se tíha tělesa porovnává pomocí rovnoramenné páky s magnetickou silou působící na cívku s proudem. Přístroj má dva základní módy měření: rychlostní mód a hmotnostní mód. Dle konstrukce vah mohou být módy měření vykonány buď současně, či ve sledu.
Hmotnostní mód je založen právě na principu proudových vah. Rovnováhu lze vyjádřit jako rovnost tíhové a magnetické síly
{\displaystyle mg=I\int {\mathrm {d} }l\times {\mathbf {B} }\,,}
kde {\displaystyle m} je hmotnost tělesa, {\displaystyle g} je tíhové zrychlení, {\displaystyle I} je proud v cívce, {\displaystyle \mathbf {B} } je magnetická indukce vnějšího pole a {\displaystyle dl} je element délky vodiče, který tvoří cívku. Integrál na pravé straně se často zapisuje jako {\displaystyle Bl}, kde {\displaystyle l} je tzv. efektivní délka vodiče:
{\displaystyle mg=IBl\,.}
Právě v hodnotě tohoto integrálu spočívá nepřesnost měření proudovými vahami. Efektivní délku nelze prakticky dost přesně určit. Proudové váhy se proto musí vždy kalibrovat etalonem hmotnosti.
Kibbleovy váhy přidávají rychlostní mód, který nezávisle na tvaru cívky stanovuje hodnotu integrálu. Cívka se v magnetickém poli nechá pohybovat rovnoměrně rychlostí {\displaystyle v}. Pohybem se na ní indukuje měřitelné napětí {\displaystyle U}, pro nějž platí
{\displaystyle U=v\int {\mathrm {d} }l\times {\mathbf {B} }\,.}
Integrál pak můžeme z rovnic eliminovat a zapsat podmínku rovnováhy jako
{\displaystyle UI=mgv\,.}
Na levé straně rovnosti je elektrický výkon, na pravé mechanický výkon. Odtud pochází název přístroje. Žádný z těchto výkonů nicméně není v experimentu přímo přítomen, protože {\displaystyle U} a {\displaystyle v} se měří odděleně až ve druhé fázi.
Pro dosažení co největší přesnosti se proud měří pomocí Josephsonova jevu a napětí pomocí kvantového Hallova jevu. Ve vztazích pro tyto jevy figuruje Planckova konstanta, která se tak dostane do rovnice pro rovnováhu. Měřená hmotnost je přímo úměrná její hodnotě. Experiment lze proto chápat buď jako měření Planckovy konstanty při známé hmotnosti tělesa, anebo měření hmotnosti pomocí známé konstanty.
Rychlost pohybu cívky se měří pomocí laserové interferometrie a atomových hodin. Tíhové (gravitační) zrychlení v laboratoři se během experimentu měří absolutním gravimetrem zcela odděleně od hlavního přístroje.
Místo dynamické části mají výhodnější statickou tzv. „joulové váhy“, které používá Národní Metrologický Institut (NMI) v Číně. Realizace těchto vah je zatím méně přesná.